# Hoàng kim thời đại
Hoàng kim thời đại (tiếng Trung: 黃金時代, tiếng Anh: The golden era) là một phim truyện ký do Hứa An Hoa đạo diễn, xuất phẩm ngày 01 tháng 10 năm 2014 tại Hoa lục và 13 tháng 02 năm 2015 tại Đài Loan.

## Lịch sử
Ngữ cảnh Hoàng kim thời đại từ lâu được giới điện ảnh Hoa ngữ coi là sự mô tả con người và lối sống Thượng Hải thập niên 1930 (上海黃金時代), khi thành thị này là nơi hội tụ tinh hoa văn hóa Á châu (đương thời được Phan Bội Châu tiên sinh mệnh danh Âu phong Á vũ), cũng là chốn xa hoa vào bậc nhất thế giới. Tuy nhiên, nhan đề phim còn phiếm chỉ giai đoạn khai phóng và phát triển vô cùng sôi động của phong trào văn bút cánh tả, mà chủ soái là văn hào Lỗ Tấn.

## Nội dung
Truyện phim dàn dựng theo thi pháp tường thuật phi tuyến tính, xoay quanh đời lưu lạc của nữ văn sĩ Tiêu Hồng. Lối sống và tính cách cô được thể hiện dưới dòng hồi tưởng của các bạn văn cùng thời.
Bối cảnh thập niên 1930-40 vẫn thường được gọi hoàng kim thời đại của văn nghệ Trung Hoa đại lục thế kỷ XX, mà trung tâm của nó lại không phải Bắc Bình, Nam Kinh mà là Thượng Hải. Tuy nhiên giai đoạn đó, ngay đến Quách Mạt Nhược cũng không phải tác gia nổi trội giữa rừng văn nghệ sĩ như Lỗ Tấn, Tiêu Hồng, Tiêu Quân, Đoan Mộc Hống Lương, Đinh Linh, Lạc Tân Cơ, Nhiếp Cám Nỗ, Thư Quần, La Phong, Tương Tích Kim, Hồ Phong, Châu Kình Văn, Mao Thuẫn, Vu Nghị Phu, Ngải Thanh, Bạch Lãng... hay thậm chí Kim Kiếm Khiếu.
Thời này Thượng Hải là thương cảng hưởng quy chế đặc thù nhất ở Á châu. Thành phố chia thành nhiều tô giới mà mỗi khu như vậy do một nước quản lí, trừ Phố Đông tạm được coi là chung vì làm trung tâm tài chính. Sự phân liệt này khiến Thượng Hải có thời kì thăng hoa rực rỡ về toàn diện, dù xưa kia chỉ là cái xóm chài xơ xác, đồng thời nó hội tụ về toàn tinh hoa văn nghệ Á châu. Đương thời Thượng Hải chia ra rất nhiều văn phái, nhưng mạnh nhất là Tả dực tác gia liên minh (chính là tổ chức văn nghệ có ảnh hưởng sâu sắc đối với Tự Lực văn đoàn ở Đông Dương) do Lỗ Tấn tiên sinh làm thống soái (hội trưởng danh dự), còn có một nhánh phụ là Đông Bắc tác gia quần do Tiêu Quân chủ trương - gồm những tác gia quê ở Mãn Châu tự coi là lưu vong sau khi đất nước bị Nhật thuộc, quyết tâm kháng chiến bằng ngòi bút.
Các tổ chức văn học này vừa cộng tác vừa tương tranh rất quyết liệt trên báo chí, văn đàn và cả... tiệm cà phê lẫn phòng hút, thậm chí có lúc gây thành ẩu đả không khác gì phường du đãng. Tuy nhiên dù yêu hay ghét nhau tới mấy, họ đều suy tôn văn hào Lỗ Tấn làm lĩnh tụ, dù hồi này ông đã bớt sáng tác đi nhiều. Trong khoảng chục năm cuối đời, Lỗ Tấn là nhân vật duy nhất đủ tư cách đứng ra giải quyết mọi ơn cừu trên văn đàn Thượng Hải. Trong hồi kí, Tiêu Hồng kể lại tâm sự của Lỗ Tấn tiên sinh như sau : "Bà Hứa nhà tôi có tội tình gì mà họ cũng lôi vào truyện tranh chấp giữa các nhà văn với nhau, rồi thì truyện bé xé ra to, đơm đặt đủ điều. Họ làm thế là vì động cơ gì ?". Quả thật vì thế nên ông nghiện thuốc lá rất nặng và ra đi năm 1936 vì bệnh lao.
Sinh thời, lúc biết truyện Tiêu Quân thường hành hung Tiêu Hồng, Lỗ Tấn khuyên Tiêu Hồng nên lánh sang Nhật ít bữa. Bẵng đi một thời gian, lúc cô vẫn đang ở Nhật, hay tin Lỗ Tấn tiên sinh đã từ trần. Tròn một năm sau khi vị thống soái văn nghệ mất, chiến tranh Tùng Hỗ sảy ra khiến Thượng Hải không sao hồi phục được nữa, phong trào văn học cánh tả cũng vì thế mà... gãy cánh : Một số đi xuống miền Nam (Hương Cảng) hoặc sang Sài Gòn và Pháp, số khác nhảy tầu lên Diên An.
- Cáp Nhĩ Tân: Trương Nãi Oánh một mình rời quê nhà Hô Lan tới Cáp Nhĩ Tân học tập, cũng để trốn chạy cuộc hôn nhân do cha mẹ ép gả. Khi Mãn Châu rơi vào tay Nhật, Nãi Oánh lặn lội tới Bắc Bình lánh chiến sự.
- Bắc Bình: Trương Tú Kha đi tìm chị thì mới hay Nãi Oánh có mang sau một đêm mặn nồng với hôn phu Uông Ân Giáp. Sau khi sinh rồi ruồng bỏ con, Nãi Oánh lâm cảnh cùng quẫn, bắt đầu viết bài đăng báo để có tiền tiêu. Do tình cờ đọc bài của cô trên Quốc tế hiệp báo, tác gia trẻ Tiêu Quân đem lòng si mê, hai người làm quen và bắt đầu lao vào nhau trong cơn yêu cuồng dại. Lợi dụng một trận lụt, Tiêu Quân đưa Nãi Oánh trốn đến một công xưởng cũ để thoát món nợ tiền trọ quá lớn. Được một thời gian thì chiến sự lan tới Bắc Bình, đôi tình nhân lại đáp hỏa xa đi Thanh Đảo lánh nạn.
- Thanh Đảo: Trương Nãi Oánh bắt đầu dùng bút danh Tiêu Hồng. Tiêu Hồng và Tiêu Quân hăng say gửi bài cho Thanh Đảo thần báo, nhưng nhuận bút quá thấp vì ngân quỹ tòa soạn đã eo hẹp mà tỉ lệ công chúng đón đọc cũng chẳng cao. Cả hai quẫn quá mới liều gửi bản thảo kèm một bức thư cho văn hào Lỗ Tấn hiện ở Thượng Hải. Ông hồi âm, khuyên họ nên tới Thượng Hải vì đây mới xứng là đất phát triển sự nghiệp văn chương.
- Thượng Hải: Tới cảng thị phồn hoa, Tiêu Hồng và Tiêu Quân được đích thân Lỗ Tấn tiên sinh cùng phu nhân Hứa Quảng Bình mời tới nhà chơi vài lần, được văn hào hết lòng nâng đỡ. Sự nghiệp của cả hai đạt tới đỉnh vinh quang, nhưng mối quan hệ dần rạn nứt, tới mức đôi ba bận Tiêu Hồng bị Tiêu Quân thẳng tay đánh đập tàn nhẫn. Mặc dù rất quyến luyến Thượng Hải, nhưng vâng lời Lỗ Tấn tiên sinh, Tiêu Hồng tạm sang Đông Kinh một thời gian để tránh Tiêu Quân. Tại Nhật Bản, cô được tin Lỗ Tấn tiên sinh tạ thế. Năm 1937, Tiêu Hồng trở lại Thượng Hải thì thành phố vướng phải chiến tranh Hoa-Nhật, cô theo chân các bạn văn tìm đường đi Vũ Hán trong lúc bụng mang dạ chửa, suýt thì trụy thai vì một cái vấp ngã ở bến thuyền.
- Vũ Hán: Tại Vũ Hán, các tác gia sinh trưởng từ miền Đông Bắc quyết tâm nén lại mọi mâu thuẫn để lập nên Đông Bắc tác gia quần hòng chen chân vào phong trào văn học cánh tả đang rất mãnh liệt. Tiêu Hồng và Tiêu Quân nối lại tình cảm. Khi chiến sự lan rộng, hai người dắt nhau tới Thiểm Tây gia nhập hàng ngũ tác gia kháng chiến.
- Thiểm Tây: Một hôm, căn nhà nhỏ của Tiêu Hồng và Tiêu Quân được đón tiếp Đoan Mộc Hống Lương, cũng là thành viên Đông Bắc tác gia quần nhưng khó khăn lắm mới chạy được tới chiến khu. Vì gian buồng ẩm thấp chật chội, cả ba phải ngủ chung giường. Khi Quốc-Cộng hợp tác, các thành viên Tả dực tác gia liên minh buộc phải cân nhắc thái độ giữa hai phe. Nhiều bạn văn thân thiết lần lượt lên hỏa xa đi Diên An theo Trung Cộng. Tiêu Quân đã phai nhạt tình cảm với Tiêu Hồng, liền nhảy tàu theo Đinh Linh lên Diên An, trong khi Đoan Mộc Hống Lương chần chừ chưa quyết. Tiêu Hồng từ lâu xác định mình không theo chính đảng nào, mất Tiêu Quân, cô đành bám vào Đoan Mộc Hống Lương. Hai người đáp hỏa xa đi Hồng Kông với tương lai vô định đang chờ phía trước.
- Hồng Kông: Tiêu Hồng vừa sinh con xong lại đem cho như lần trước. Ít lâu sau, cô thành thân với Đoan Mộc Hống Lương trong một hôn lễ vội vã. Trong thời gian quân Nhật tấn công Hồng Kông, Tiêu Hồng trở bệnh nên phải vào nhà thương điều trị lâu dài, nhưng do thể trạng đã chuyển biến phức tạp cùng nhân lực và thuốc men của bệnh xá không đáp ứng kịp thời, cô sớm lâm chung. Bên giường bệnh chỉ còn mỗi bạn văn Lạc Tân Cơ, trong khi Đoan Mộc Hống Lương đã cao chạy xa bay. Trong những ngày ít ỏi còn hơi tàn, Tiêu Hồng nhớ lại những năm tháng ấu thơ êm đềm ở Hô Lan để sáng tác nên Hô Lan hà truyện mà về sau là tác phẩm xuất sắc nhất trong sự nghiệp của cô.

## Kĩ thuật
Phim được thực hiện chủ yếu tại Cáp Nhĩ Tân, Vũ Hán, Thượng Hải, Sơn Tây, Bắc Kinh, Thanh Đảo từ ngày 12 tháng 12 năm 2012 đến tháng 05 năm 2013.

### Sản xuất
- Tuyển trạch: Jie Cheng, Yoko Sha Liu
- Phục trang: Lim Chung Man
- Hòa âm: Shu-Yu Chen, Yu-Chieh Chen, Lien-Chen Chiang, Yi-Ching Du, Li Chi Kuo, Agnes Liu, Ning Tseng, Duu-Chih Tu, Tse Kang Tu, Shu-yao Wu

cùng Đoàn Hợp Xướng London

### Diễn xuất
| Tài tử             | Vai trò                | Chú                     |
| Thang Duy          | Tiêu Hồng              |                         |
| Phùng Thiệu Phong  | Tiêu Quân              |                         |
| Vương Chí Văn      | Lỗ Tấn                 |                         |
| Chu Á Văn          | Đoan Mộc Hống Lương    |                         |
| Hoàng Hiên         | Lạc Tân Cơ             |                         |
| Hác Lôi            | Đinh Linh              |                         |
| Viên Tuyền         | Mai Chí                | Hồ Phong phu nhân       |
| Điền Nguyên        | Bạch Lãng              | La Phong phu nhân       |
| Đinh Gia Lệ        | Hứa Quảng Bình         | Lỗ Tấn phu nhân         |
| Vương Thiên Nguyên | Nhiếp Cám Nỗ           |                         |
| Sa Dật             | Thư Quần               |                         |
| Tổ Phong           | La Phong               |                         |
| Trương Dịch        | Tương Tích Kim         |                         |
| Phùng Lôi          | Hồ Phong               |                         |
| Viên Văn Khang     | Uông Ân Giáp           | Tiêu Hồng hôn phu       |
| Trần Nguyệt Mạt    | Kim Kiếm Khiếu         |                         |
| Vương Tử Dật       | Trương Mai Lâm         |                         |
| Trương Gia Dịch    | Châu Kình Văn          |                         |
| Vương Cảnh Xuân    | Lão Hoàng              |                         |
| Dương Tuyết        | Hứa Việt Hoa           | Hoàng Nguyên phu nhân   |
| Tiêu Cương         | Hoàng Nguyên           |                         |
| Trương Bác         | Bào huynh Uông Ân Giáp |                         |
| Trương Dao         | Châu Dĩnh              | Nhiếp Cám Nỗ phu nhân   |
| Khương Tư Kì       | Tiêu Hồng thuở nhỏ     |                         |
| Bạch Đức Chương    | Ông nội Tiêu Hồng      |                         |
| Lăng Chính Huy     | Trương Tú Kha          | Bào đệ Tiêu Hồng        |
| Chu Vũ             | Lục Triết Thuấn        | Biểu ca Tiêu Hồng       |
| Tiền Ba            | Lão Phỉ                |                         |
| Hồ Thế Quần        | Vương Ngọc Tường       | Bào đệ Vương Lâm        |
| Khuất Tinh Tinh    | Vương Lâm              |                         |
| Đường Nghệ Hân     | Trình Quyên            |                         |
| Lữ Tứ Duệ          | Châu Hải Anh           | Con Lỗ Tấn              |
| Trương Lỗ Nhất     | Mao Thuẫn              |                         |
| Vương Khải         | Cận Dĩ                 |                         |
| Dương Ba           | Vũ Phi                 |                         |
| Lý Thần Sâm        | Trương Mộ Đào          |                         |
| Tào Vệ Hoa         | Vu Nghị Phu            |                         |
| Mã Đạt             | Lý Thụ Bồi             | Y sinh Dưỡng Hòa y viện |

## Phong hóa
Trong những năm chuyên chính vô sản thời Mao chủ tịch, văn nghệ Thượng Hải ít được nhắc, ngoại trừ một vài tác gia hoặc vở diễn có xu hướng hợp hiện thực xã hội chủ nghĩa. Phải đến cuối thập niên 1990, dòng văn nghệ này mới có cơ phục sinh trong lĩnh vực nghiên cứu phê bình. Vì thế, nhóm điện ảnh Hứa An Hoa thực hiện bộ phim Hoàng kim thời đại để vinh danh các cá nhân làm nên dòng văn chương có một không hai này tại Hoa lục.
Ngay sau khi đóng máy, phim được chọn trình chiếu tại Liên hoan phim Venezia LXXI và Liên hoan phim quốc tế Toronto 2014, đồng thời được đại diện Hồng Kông đi tranh giải Oscar phim ngoại ngữ xuất sắc nhất.
Nữ đạo diễn Hứa An Hoa được trao thưởng Đạo diễn xuất sắc nhất tại đồng thời Liên hoan phim Kim Mã và Giải Điện ảnh Á châu. Tại Giải Điện ảnh Kim Tượng XXXIV, phim được thưởng 3 hạng mục Phim xuất sắc nhất, Đạo diễn xuất sắc nhất và Nhiếp ảnh xuất sắc nhất.
| Phần thưởng                            | Hạng mục                    | Đề cử     | Kết quả |
| -------------------------------------- | --------------------------- | --------- | ------- |
| 34th Hong Kong Film Awards             |                             |           |         |
| Nhiếp ảnh xuất sắc                     | Qin Hong                    | Đoạt giải |         |
| Đạo diễn xuất sắc                      | Hứa An Hoa                  | Đoạt giải |         |
| Biên kịch xuất sắc                     | Li Qiang                    | Đề cử     |         |
| Best Actress                           | Tang Wei                    | Đề cử     |         |
| Nam diễn viên được yêu thích           | Hao Lei                     | Đề cử     |         |
| Best Cinematography                    | Wang Yu                     | Đoạt giải |         |
| Best Film Editing                      | Manda Wai                   | Đề cử     |         |
| Best Art Direction                     | Zhao Hai                    | Đoạt giải |         |
| Best Costume & Makeup Design           | Man Lim Chung               | Đoạt giải |         |
| Best Original Film Score               | Eli Marshall                | Đề cử     |         |
| 9th Asian Film Awards                  |                             |           |         |
| Best Director                          | Ann Hui                     | Đoạt giải |         |
| Best Actress                           | Tang Wei                    | Đề cử     |         |
| Best Supporting Actor                  | Wang Zhiwen                 | Đoạt giải |         |
| Best Screenwriter                      | Li Qiang                    | Đề cử     |         |
| Best Editor                            | Kwong Chi-leung & Manda Wai | Đề cử     |         |
| 51st Golden Horse Film Festival Awards |                             |           |         |
| Best Feature Film                      | Qi Hong                     | Đề cử     |         |
| Best Director                          | Ann Hui                     | Đoạt giải |         |
| Best Leading Actress                   | Tang Wei                    | Đề cử     |         |
| Best Supporting Actress                | Hao Lei                     | Đề cử     |         |
| Best Original Screenplay               | Li Qiang                    | Đề cử     |         |

## Liên kết
- Hoàng kim thời đại trên Internet Movie Database
- 紀錄片《她認出了風暴》
- Hoàng kim thời đại tại Rotten Tomatoes
- Hoàng kim thời đại tại Metacritic
- Thông tin tại Bách Độ
- Thông tin tại NetFlix[liên kết hỏng]
- 黄金时代 （2014）. www.cbooo.cn (bằng tiếng Chinese). Truy cập ngày 1 tháng 12 năm 2014.{{Chú thích web}}:  Quản lý CS1: ngôn ngữ không rõ (liên kết)